# خيرمان فارغاس ليراس
خيرمان فارغاس ليراس (بالإسبانية: Germán Vargas Lleras) (من مواليد 19 فبراير 1962) هو محامي وسياسي كولومبي شغل سابقا منصب نائب رئيس كولومبيا. تولى عدة وزارات خلال عهدة الرئيس خوان مانويل سانتوس من 2010 إلى 2013: وزير الإسكان والمدن والأراضي، وزير الداخلية، وزير الداخلية والعدل. من عام 1994 إلى عام 2008، شغل منصب سيناتور كولومبيا بعد أن تم انتخابه لأربع فترات متتالية. في مارس 2016 أعلن عن نيته الترشح لمنصب رئيس الجمهورية في عام 2018. احتل المركز الرابع.